# قرار مجلس الأمن التابع للأمم المتحدة رقم 1728
قرار مجلس الأمن التابع للأمم المتحدة رقم 1728، الذي اتخذ بالإجماع في 15 ديسمبر 2006، بعد التأكيد على جميع القرارات حول الوضع في قبرص، ولا سيما القرار 1251 (1999)، مدد المجلس ولاية قوة الأمم المتحدة في قبرص لمدة ستة شهور حتى 15 يونيو 2007.

## القرار

### أعمال
مدد المجلس ولاية قوة الأمم المتحدة لحفظ السلام في قبرص، وأشاد القرار بجهود الأمم المتحدة في قبرص على مدى السنوات العشر الماضية،  ودعم جهود قوة الأمم المتحدة لتنفيذ سياسة عدم التسامح مع الاستغلال الجنسي. وحث الجانب القبرصي التركي على استعادة الوضع العسكري الذي كان قائما في ستروفيليا قبل 30 يونيو 2000.
وأيد المجلس المناقشات بين الطائفتين، وطلب من الأمين العام تقديم تقرير بحلول 1 يونيو 2007 عن التقدم المحرز.

## روابط خارجية
- نص القرار في undocs.org